# Лоше вести уз реге за пивску флашу
Лоше вести уз реге за пивску флашу је деби албум музичке групе Зана, и једини албум ове групе који припада новом таласу. Такође је једини албум који који спада у жанр пост панк и синтпоп, након њега група се окренула комерцијалнијем поп звуку. Објављен је 1981. године за Југотон.

## Списак песама
Аутор(и) свих текстова: Марина Туцаковић, аутор(и) свих песама: Зоран Живановић, Радован Јовићевић.
| №   | Назив                     | Трајање |  |
| 1.  | Јутро ме подсећа на то    |         |  |
| 2.  | Лоше вести                |         |  |
| 3.  | Прошлост ме прати као дух |         |  |
| 4.  | Ноћ                       |         |  |
| 5.  | Он                        |         |  |
| 6.  | Мишеви бели целу ноћ      |         |  |
| 7.  | Трећи јун                 |         |  |
| 8.  | Доручак у кревету         |         |  |
| 9.  | Ружан сан                 |         |  |
| 10. | Забава                    |         |  |
| 11. | Реге за пивску флашу      |         |  |

## Топ листе
| Листа           | Највиша позиција |
| --------------- | ---------------- |
| Радио ТВ ревија | 9                |